# Les Côteaux
Les Côteaux, in creolo haitiano Koto, è un comune di Haiti, capoluogo dell'arrondissement omonimo nel dipartimento del Sud.